# Kormorán chocholatý
Kormorán chocholatý (Gulosus aristotelis) je středně velký druh kormorána z řádu terejů, jediný zástupce rodu Gulosus. Od kormorána velkého se liší mimo menší velikostí tenčím krkem, kulatější hlavou a tenčím zobákem. Je celý černý, se zeleným leskem, křídla mají rudý nádech a hřbet šupinovitý vzor. Koutky jsou žluté, kontrastující s černou hlavou a tmavým zobákem. Ve svatebním šatu mají dospělí ptáci na čele krátkou chocholku. Mladí ptáci mají světlejší břicho a světlou bradu. Hnízdí v málo početných koloniích na útesech mořského pobřeží. Všechna jeho historicky uváděná pozorování z území České republiky byla při revizi FK ČSO zamítnuta a tudíž druh není součástí české avifauny.

## Výskyt
Žije na mořském pobřeží a na skalnatých mořských ostrůvcích Anglie, Irska, Islandu, západního pobřeží Skandinávie, Španělska a Francie a také na ostrůvcích Středozemního moře a pobřeží Balkánu.

## Popis a hnízdění
Je velký asi 75 cm, téměř celý černý a v době hnízdění má na hlavě nápadnou zahnutou chocholku. Zdržuje se často ve velkých společnostech. Hnízda bývají těsně nahlučena na skalních výstupcích, ale také v trhlinách a dírách skály. Hnízdiště kolonie je umístěno na skalách svažujících k moři. Samice snáší 3 až 5 vajec, která jsou modrozeleně zabarvena, ale často bývají překryta bílým povlakem.

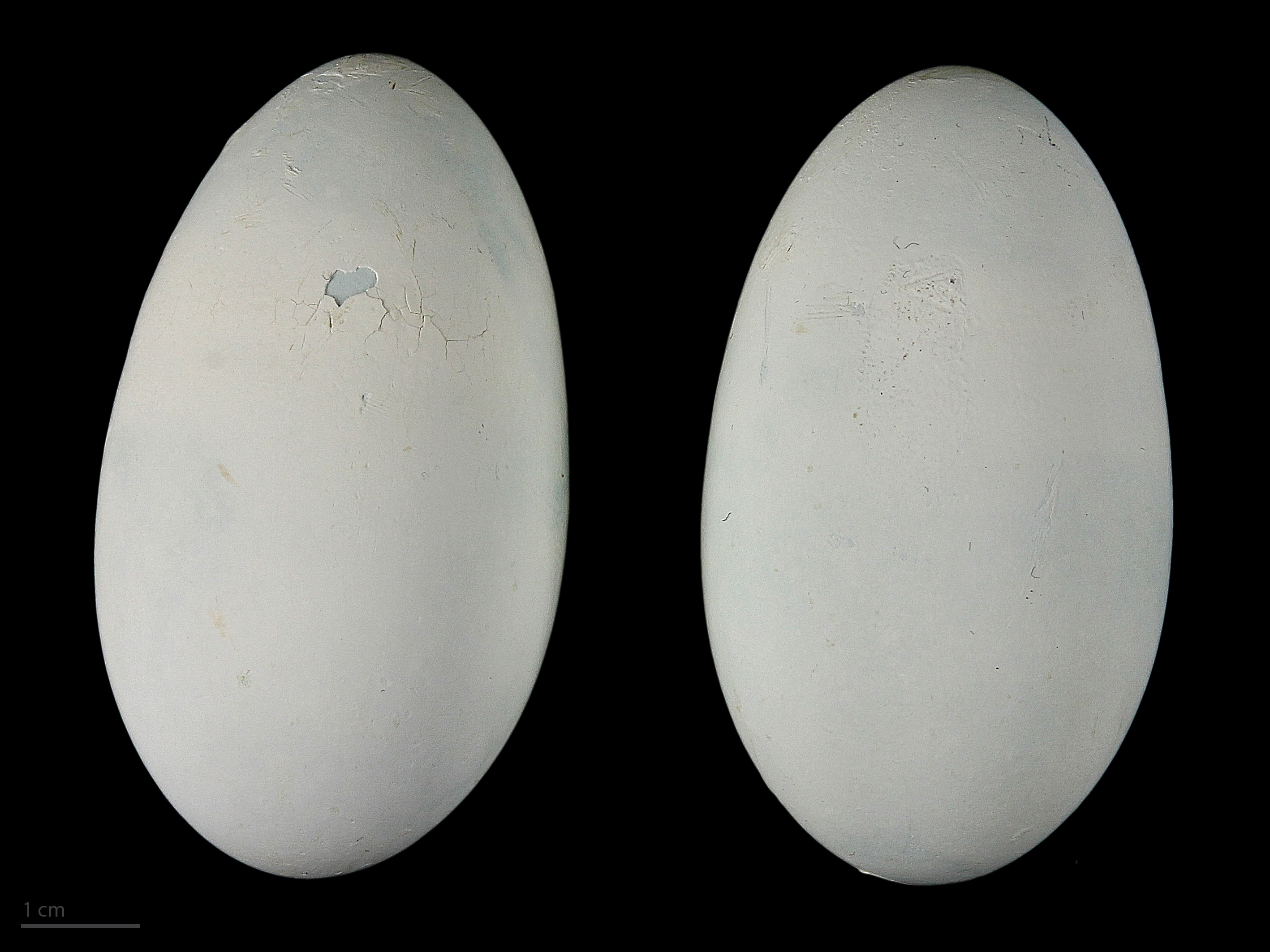
Vejce kormorána chocholatého (Phalacrocorax aristotelis)

## Mláďata
Mláďata zůstávají na hnízdě asi 8 týdnů a stáří jim nosí potravu i vodu ve vaku pod zobákem. Nejdříve je krmí rybami natrávenými, později jim přinášejí ryby čerstvé. Po vyhnízdění zůstávají kormoráni často na místech hnízdišť nebo putují podél mořských pobřeží. Do vnitrozemí zalétnou jen vzácně a to ještě spíše mladí ptáci.

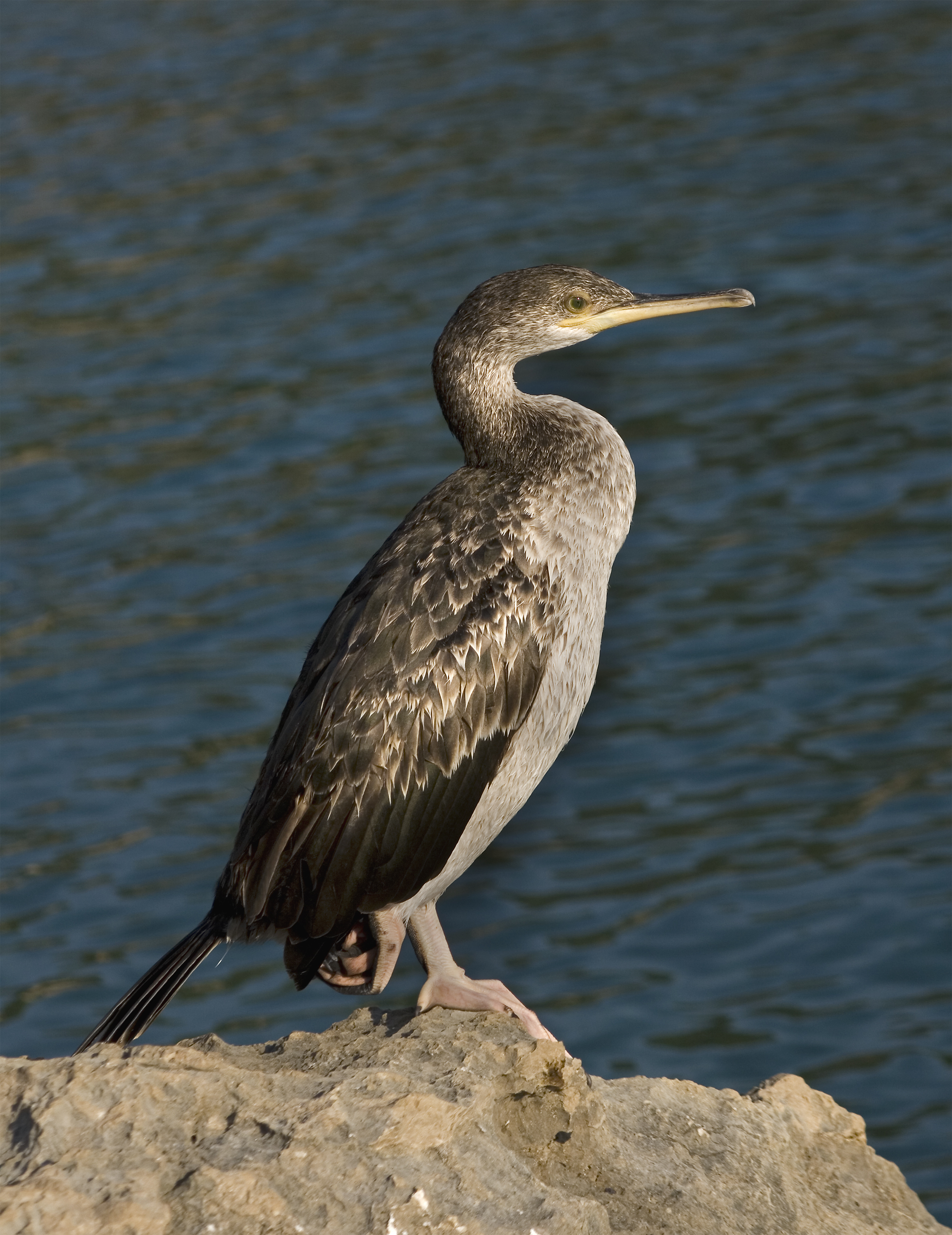
Mladý pták středomořské ssp. desmarestii, vyznačující se velmi světlým břichem